# Banana skids

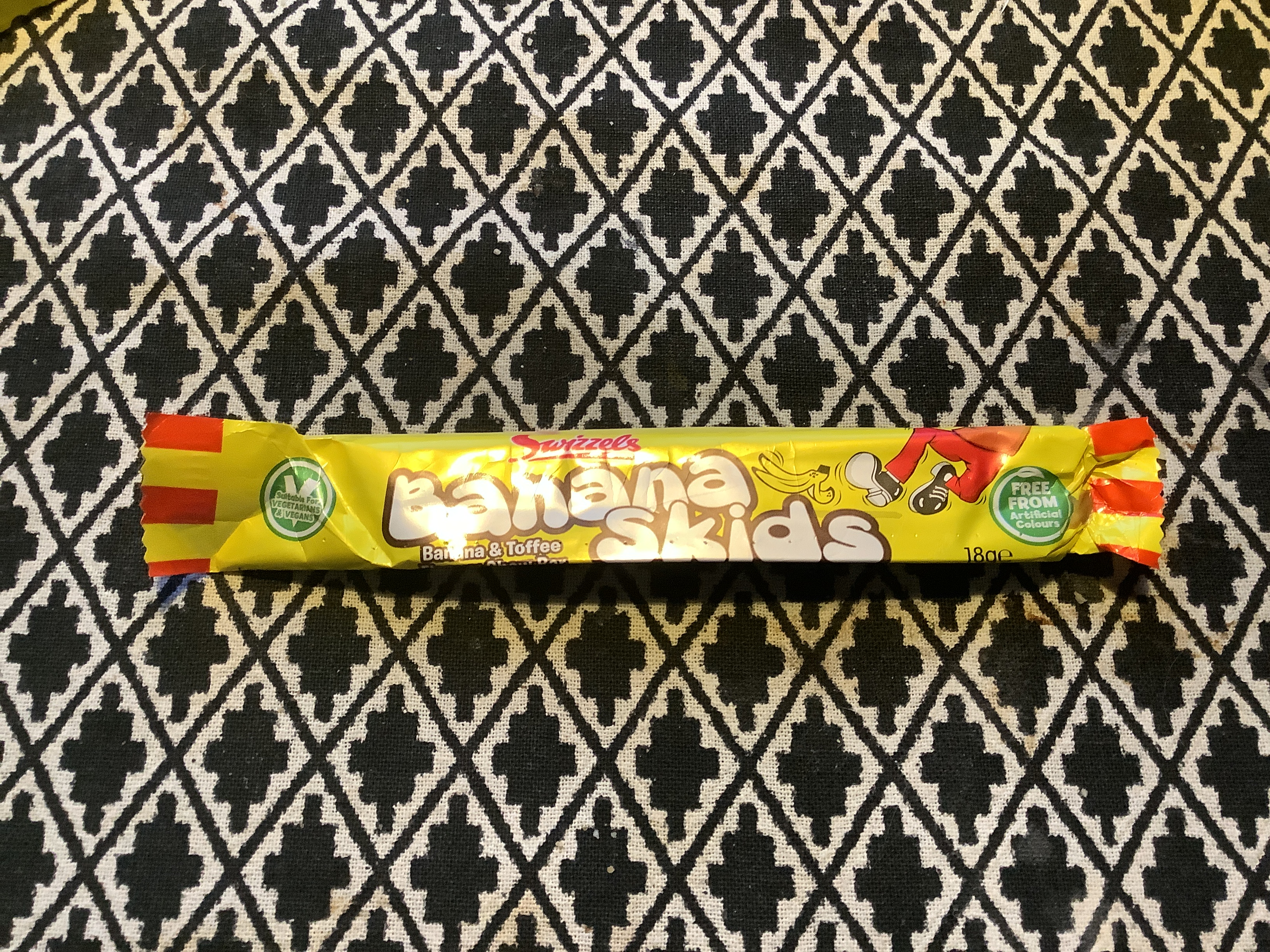
Banana skids

Banana skids, även kallad banankola eller rymdbanan, är ett slags godis i form av en platt långsmal kolastång i gult och ljusbrunt. Den är smaksatt med banan- och kolaarom. Varumärket ägs i Sverige av den engelska firman Swizzels Matlow.
Godisbiten var populär på 1980- och 1990-talet, Under 2000-talet blev biten lite smalare och mindre. Det vaxbehandlade pappersomslaget ersattes samtidigt med ett i tunn plast.